# Bleonus
Bleonus, también llamado Bleon († antes de 748), conde en Alsacia. Es el hijo del conde Hugo; nieto del duque Eticho. Miembro de la familia noble de los Eticónidas. 

## Biografía
Un cartulario del siglo XV concerniente al monasterio de Honau y titulado Bisthumb Honaw, identifica a Bleonus como hijo de Hugo y menciona su descendencia: Hugo genuit duos filios: Bodolem et Bleonem. Bleon autem genuit unum filium nomine Hug qui dedit totum quod habuit in marca Teorasheim.
Bleonus se encuentra documentado en una escritura de su hijo Hugo. Se trata de una donación fechada en Honau, el 29 de mayo de 748, donde Hugo dona al monasterio de Honau la parte de la isla que había heredado de su padre Bleonus (genitor meus Bleonus). El autor de la Genealogia de los Eticónidas publicada en la Notitia del cartulario de Honau, tenía a su disposición no solo esta acta, sino otra hoy perdida por la cual Hugo donaba a la abadía un bien situado en la marca de Teorasheim, es decir Diersheim, pueblo cuyo territorio lindaba con el de Honau. 
Ninguna carta da el nombre del padre de Bleonus o de su hermano. El autor Christian Pfister, tomando los documentos relacionados con Honau solo reconoce la existencia de las líneas Hugo-Bodolus y Bleonus-Hugo y deja sin respuesta y completamente abierta la cuestión de la hermandad de Bleonus y Bodolus así como la eventual relación familiar de estas líneas con Eticho.
Esta carencia ha sido utilizada como argumento contra el valor de la Notitia de Honau. Existe por lo menos, un acta del cartulario del obispado de Estrasburgo, fechada el 23 de junio de 823, es decir, una o dos generaciones después de la época de Bodolus y Bleonus, que declara que Blienschwiller se llamaba entonces Bodolesvillare sive Pleanungovillare, es decir «el dominio rural de Bodol o de la gente de Plean», siendo Pleanungo el genitivo plural de Pleanung, «el hombre de Plean». Ahora bien, Bleon y Plean son dos formas diferentes de un mismo nombre germánico. Esta doble denominación de la localidad es un índice de parentesco entre Bodol y Bleon.

## Matrimonio y descendencia
El nombre de la esposa de Bleonus se desconoce. Bleonus y su mujer tuvieron un hijo:
1. Hugo III